# Джастіс Гуні
Джастін Гуні (англ. Justis Huni, 4 квітня 1999, Квінсленд) — австралійський професійний боксер, призер чемпіонату світу серед аматорів.

## Аматорська кар'єра
2016 року завоював золоту медаль на молодіжному чемпіонаті світу.
На чемпіонаті світу 2019 завоював бронзову медаль.
- В 1/16 фіналу переміг Крістіана Сальседо (Колумбія) — 5-0
- В 1/8 фіналу переміг Найджела Пола (Тринідад і Тобаго) — RSC
- У чвертьфіналі переміг Мухаммада Абдуллаєва (Азербайджан) — 5-0
- У півфіналі через травму не вийшов проти Камшибека Кункабаєва (Казахстан)

## Професіональна кар'єра
Джастін Гуні кваліфікувався на Олімпійські ігри 2020, які було перенесено на 2021 рік. 2020 року дебютував на профірингу. У червні 2021 року відмовився від участі в Олімпіаді через травму, отриману в бою на профірингу. Впродовж 2020—2025 років провів дванадцять переможних поєдинків.
7 червня 2025 року в бою за вакантний титул «тимчасового» чемпіона WBA у важкій вазі був нокаутований в десятому раунді британцем Фабіо Вордлі.